# جمال أندرسون (لاعب كرة قدم أمريكية)
جمال أندرسون (بالإنجليزية: Jamal Anderson)‏ هو لاعب كرة قدم أمريكية أمريكي، ولد في 30 سبتمبر 1972 في نيوآرك في الولايات المتحدة.

## وصلات خارجية
- جمال أندرسون على موقع مرجع كرة القدم المحترفة.كوم (الإنجليزية)